# Claude Terry
Claude Lewis Terry (Salida, California, 12 de enero de 1950) es un exjugador de baloncesto estadounidense que disputó cuatro temporadas en la ABA y dos más en la NBA. Con 1,93 metros de estatura, jugaba en la posición de escolta.

## Trayectoria deportiva

### Universidad
Jugó tres temporadas con los Cardinal de la Universidad de Stanford, promediando en total 20,6 puntos y 4,9 rebotes por partido. En sus dos primeras temporadas fue incluido en el segundo mejor quinteto de la Pacific-10 Conference y en el mejor en la última. Es en la actualidad el noveno mejor anotador de la historia de la conferencia.

### Profesional
Fue elegido en la cuadragésimo segunda posición del Draft de la NBA de 1972 por Phoenix Suns, y también por los Denver Rockets en la segunda ronda del draft de la ABA, fichando por estos últimos. Allí jugó cuatro temporadas, las dos últimas ya con la denominación del equipo como Denver Nuggets, siendo la mejor la última de ellas, en la que promedió 7,1 puntos y 1,9 rebotes por partido. Ese año disputó además el All-Star Game, que enfrentó al equipo mejor clasificado hasta ese momento contra un combinado del resto de la liga, colaborando en la victoria con 14 puntos y 3 asistencias.
En 1976 los Nuggets se integraron en la NBA, pero Terry fue traspasado a los Buffalo Braves, quienes mediada la temporada lo enviaron a los Atlanta Hawks. Allí jugó su mejor año de profesional, promediando 9,3 puntos y 2,1 asistencias por partido. Tras disputar 27 partidos al año siguiente, fue despedido, retirándose del baloncesto profesional.

## Estadísticas de su carrera en la ABA y la NBA

### Temporada regular
| Temporada | Edad | Equipo         | Liga  | P   | TIT | MIN  | TC  | TCA | %TC  | 3P  | 3PA | %3P  | TL  | TLA | %TL  | R.OF. | R.DEF. | REB | ASIS | ROB | TAP | PER | FP  | PTS |
| 1972-73   | 23   | Denver Rockets | ABA   | 68  |     | 9.8  | 1.8 | 4.2 | .421 | 0.1 | 0.4 | .417 | 1.1 | 1.7 | .649 | 0.7   | 0.4    | 1.1 | 0.9  |     |     | 1.0 | 1.6 | 4.8 |
| 1973-74   | 24   | Denver Rockets | ABA   | 60  |     | 9.8  | 1.9 | 4.3 | .443 | 0.2 | 0.6 | .400 | 1.0 | 1.2 | .870 | 0.4   | 0.8    | 1.2 | 1.2  | 0.2 | 0.1 | 1.0 | 1.1 | 5.0 |
| 1974-75   | 25   | Denver Nuggets | ABA   | 70  |     | 14.1 | 2.8 | 5.2 | .530 | 0.1 | 0.4 | .400 | 1.0 | 1.3 | .761 | 0.8   | 1.2    | 2.0 | 1.6  | 0.5 | 0.0 | 1.1 | 1.2 | 6.7 |
| 1975-76   | 26   | Denver Nuggets | ABA   | 79  |     | 17.1 | 2.9 | 6.3 | .464 | 0.2 | 0.7 | .236 | 1.0 | 1.1 | .899 | 0.5   | 1.4    | 1.9 | 1.8  | 0.5 | 0.1 | 1.2 | 1.5 | 7.1 |
| 1976-77   | 27   | TOTAL          | NBA   | 45  |     | 12.1 | 2.1 | 4.2 | .503 |     |     |      | 0.8 | 1.0 | .818 | 0.3   | 0.8    | 1.0 | 1.3  | 0.4 | 0.0 |     | 1.1 | 5.1 |
| 1976-77   | 27   | Buffalo Braves | NBA   | 33  |     | 9.2  | 1.5 | 3.2 | .471 |     |     |      | 0.5 | 0.7 | .783 | 0.1   | 0.7    | 0.8 | 1.0  | 0.3 | 0.0 |     | 0.8 | 3.5 |
| 1976-77   | 27   | Atlanta Hawks  | NBA   | 12  |     | 20.1 | 3.9 | 7.3 | .540 |     |     |      | 1.5 | 1.8 | .857 | 0.7   | 0.8    | 1.5 | 2.1  | 0.8 | 0.1 |     | 1.8 | 9.3 |
| 1977-78   | 28   | Atlanta Hawks  | NBA   | 27  |     | 6.1  | 0.9 | 2.5 | .368 |     |     |      | 0.3 | 0.4 | .818 | 0.1   | 0.4    | 0.6 | 0.3  | 0.2 | 0.0 | 0.3 | 0.5 | 2.2 |
| Total     |      |                | TOTAL | 349 |     | 12.3 | 2.2 | 4.8 | .468 | 0.2 | 0.5 | .338 | 0.9 | 1.2 | .785 | 0.5   | 0.9    | 1.4 | 1.3  | 0.4 | 0.0 | 1.0 | 1.2 | 5.5 |
|           |      |                | ABA   | 277 |     | 13.0 | 2.4 | 5.1 | .469 | 0.2 | 0.5 | .338 | 1.0 | 1.3 | .780 | 0.6   | 1.0    | 1.6 | 1.4  | 0.4 | 0.0 | 1.1 | 1.3 | 5.9 |
|           |      |                | NBA   | 72  |     | 9.9  | 1.7 | 3.6 | .467 |     |     |      | 0.6 | 0.8 | .818 | 0.2   | 0.6    | 0.8 | 0.9  | 0.4 | 0.0 | 0.3 | 0.9 | 4.0 |

### Playoffs
| Temporada | Edad | Equipo         | Liga | P  | TIT | MIN  | TC  | TCA | %TC  | 3P  | 3PA | %3P  | TL  | TLA | %TL   | R.OF. | R.DEF. | REB | ASIS | ROB | TAP | PER | FP  | PTS |
| 1972-73   | 23   | Denver Rockets | ABA  | 4  |     | 9.0  | 0.5 | 2.3 | .222 | 0.0 | 0.5 | .000 | 0.3 | 0.3 | 1.000 | 0.3   | 0.5    | 0.8 | 0.5  |     |     | 1.0 | 1.3 | 1.3 |
| 1974-75   | 25   | Denver Nuggets | ABA  | 12 |     | 11.3 | 1.9 | 4.8 | .397 | 0.1 | 0.8 | .100 | 0.3 | 0.4 | .600  | 0.4   | 0.7    | 1.1 | 1.1  | 0.1 | 0.1 | 0.3 | 1.5 | 4.2 |
| 1975-76   | 26   | Denver Nuggets | ABA  | 12 |     | 13.3 | 1.5 | 4.2 | .360 | 0.0 | 0.6 | .000 | 1.1 | 1.4 | .765  | 0.3   | 1.4    | 1.8 | 1.4  | 0.6 | 0.1 | 1.3 | 1.3 | 4.1 |
| Total     |      |                | ABA  | 28 |     | 11.8 | 1.5 | 4.2 | .368 | 0.0 | 0.7 | .053 | 0.6 | 0.8 | .739  | 0.4   | 1.0    | 1.3 | 1.1  | 0.3 | 0.1 | 0.8 | 1.4 | 3.7 |